# Lisa Andersson
Lisa Anna Andersson (* 2. August 1997 in Hille) ist eine ehemalige schwedische Freestyle-Skierin. Sie startete in der Disziplin Skicross.

## Werdegang
Andersson, die für den Gävle Alpina startete, trat international erstmals in der Saison 2013/14 in Erscheinung. Dabei kam sie bei den Juniorenweltmeisterschaften 2014 in Chiesa in Valmalenco auf den 20. Platz und startete in Arosa erstmals im Europacup, wobei sie zweimal den 14. Platz errang. In den folgenden Jahren fuhr sie bei den Juniorenweltmeisterschaften 2015 in Chiesa in Valmalenco auf den achten Platz und bei den Juniorenweltmeisterschaften 2016 in Val Thorens auf den siebten Rang. Zudem belegte sie in der Saison 2015/16 mit je einen ersten sowie dritten Platz den sechsten Platz in der Skicross-Wertung des Europacups und nahm in Idre erstmals am Freestyle-Skiing-Weltcup teil, wobei sie den 16. Platz errang. Im Januar 2016 wurde sie schwedische Meisterin im Skicross. In der Saison 2016/17 gewann sie mit einem dritten, zwei zweiten sowie sechs ersten Plätzen die Skicross-Wertung im Europacup und holte bei den Juniorenweltmeisterschaften 2017 in Chiesa in Valmalenco die Silbermedaille. In der folgenden Saison errang sie mit fünf Top-Zehn-Platzierungen den 12. Platz im Skicross-Weltcup und belegte bei den Olympischen Winterspielen 2018 in Pyeongchang den sechsten Platz. Auch in ihrer letzten Saison als aktive Sportlerin 2018/19 wurde sie Zwölfte im Skicross-Weltcup und erreichte am Feldberg mit dem zweiten Platz ihre einzige Podestplatzierung im Weltcup. Ihren 23. und damit letzten Weltcup absolvierte sie im Februar 2019 im Sunny Valley, wobei sie den 12. Platz errang. Beim Saisonhöhepunkt, den Weltmeisterschaften 2019 in Solitude, fuhr sie auf den zehnten Platz.

## Erfolge

### Olympische Spiele
- 2018 Pyeongchang: 6. Platz Skicross

### Weltmeisterschaften
- 2019 Solitude: 10. Platz Skicross

### Weltcupwertungen
| Saison  | Gesamt | Gesamt | Skicross | Skicross |
| Saison  | Platz  | Punkte | Platz    | Punkte   |
| ------- | ------ | ------ | -------- | -------- |
| 2015/16 | 170.   | 1,75   | 35.      | 21       |
| 2017/18 | 60.    | 23,50  | 12.      | 235      |
| 2018/19 | 45.    | 26     | 12.      | 286      |

### Europacup
- Saison 2016/17: 1. Platz Skicross-Wertung
- 14 Podestplätze im Europacup, davon 8 Siege

### Juniorenweltmeisterschaften
- 2014 Chiesa in Valmalenco: 20. Platz Skicross
- 2015 Chiesa in Valmalenco: 8. Platz Skicross
- 2016 Val Thorens: 7. Platz Skicross
- 2017 Chiesa in Valmalenco: 2. Platz Skicross